# Voivod Lives
Albums de Voivod
Kronik
(1998) Voivod (album)
(2003)
Voivod Lives est le premier et jusqu'à aujourd'hui (2014) le seul album live disponible officiellement sur CD du groupe québécois Voivod. L'album comporte des extraits de trois concerts : les quatre premières chansons furent enregistrées au Dynamo Open Air aux Pays-Bas, les sept suivantes furent enregistrées au CGBG's à New York aux États-Unis et les deux chansons bonus, disponibles sur la plupart des éditions existantes, furent enregistrées au Klubben de Stockholm en Suède. L'album couvre surtout des chansons de l'album Negatron mais aussi plusieurs chansons ultérieures, une chanson de l'album Phobos (album) et une reprise du groupe Venom, In league with Satan.

## Membres du groupe
- Eric (E-Force) Forrest : Voix et guitare basse
- Denis (Piggy) D'amour : Guitare
- Michel (Away) Langevin : Batterie

## Liste des morceaux
1. Insect 5:31
2. Tribal convictions 5:37
3. Nanoman 5:07
4. Nuclear war 5:20
5. Planet Hell 4:18
6. Negatron 7:26
7. Project X 4:41
8. Cosmic conspiracy 6:55
9. Ravenous medecine 4:34
10. Voivod 4:38
11. In league with Satan (reprise de Venom) 5:09
12. The prow (chanson bonus) 4:05
13. Forlorn (chanson bonus) 6:50